# Теорија поља (психологија)
Теорија поља је психолошка теорија (тачније: тополошка и векторска психологија) која испитује обрасце интеракције између појединца и укупног поља, односно окружења. Концепт се први пут појавио у психологији са коренима у холистичкој перспективи под именом гешталт теорија. Ову теорију развио је Курт Левин, гешталт психолог, 1940-их.
Средишњи појам ове психологије јесте појам потребе, а са њим су у најтешњој вези појмови напетости, душевне енергије, валенце, силе или вектора. Потреба и напетост делују у особи, сила се налази у психолошкој средини, а валенца је својство извесног подсистема у психолошкој средини да привлачи или одбија. Развој личности се одвија кроз диференцијацију особе и психолошке средине, а истовремено све већи број подсистема интегрише унутар одређеног система.
Левинова теорија поља може се изразити формулом: V = f (P, U), што значи да је понашање (V) функција особе (P) и њеног културног окружења (U).

## Историја
Рани филозофи су веровали да тело има рационалну, унутрашњу природу која нам помаже да водимо наше мисли и тела. Сматрало се да ова интуитивна сила, наша душа, има врховну контролу над целим нашим бићем. Међутим, овај поглед се променио током интелектуалне револуције 17. века.
Ум против тела био је концепт који се вечно развијао који је добио велику пажњу од стране Декарта, Лока и Канта. Од веровања да су ум и тело у интеракцији, до мишљења да је ум потпуно одвојен од тела, рационалистички и емпиријски погледи били су дубоко укорењени у разумевању овог феномена. Теорија поља се појавила када је Левин сматрао да се понашање особе састоји од много различитих интеракција. Веровао је да људи имају динамичне мисли, силе и емоције које мењају њихово понашање тако да одражавају њихово садашње стање.

## Главни принципи

### Животни простор
Идеја да се понашање појединца, у било ком тренутку, манифестује само у оквиру коегзистирајућих фактора тренутног „животног простора“ или „психолошког поља“. Дакле, животни простор је комбинација свих фактора који утичу на понашање особе у било ком тренутку. Стога се понашање може изразити као функција животног простора B=ƒ(LS). Штавише, интеракција особе (P) и окружења (Е) производи овај животни простор. У симболичком изразу, B=ƒ(LS)=F(P,E). Пример сложенијег концепта животног простора је идеја да искуство двоје људи може постати једно када разговарају заједно. Ово се не дешава ако две особе не комуницирају једна са другом, на пример, ако су у истој просторији, али не разговарају једна са другом. Овај комбиновани простор се може „изградити“ док двоје људи деле више идеја и заједно стварају сложенији животни простор.

### Животна средина
Окружење, приказано у животном простору, односи се на објективну ситуацију у којој особа опажа и делује. Окружење животног простора (Е) је потпуно субјективно у сваком контексту јер зависи не само од објективне ситуације, већ и од карактеристика личности (Р). Неопходно је размотрити све аспекте човековог свесног и несвесног окружења како би се мапирао животни простор особе. Комбиновано стање, под утицајем околине, као и перспективе особе, свесног и несвесног, мора се посматрати као целина. Док се сваки део може посматрати као засебна целина, да би се сагледала целокупна ситуација мора се узети у обзир сви инпути.

### Особа
Левин је термин особа применио на три различита начина.
Особине/карактеристике појединца. (потребе, уверења, вредности, способности)
- Начин представљања суштински истих психолошких чињеница самог „животног простора“.
- „Сопство које се понаша“.
- „Сопство које се понаша може се посматрати као перцепција појединца о његовом односу према окружењу које опажа.“[3]

Развој личности неизбежно утиче на животни простор. Како особа пролази кроз промене са својим телом или се мења слика о себи, то може изазвати нестабилност у региону животног простора. Додатно, нестабилност психолошког окружења или животног простора може довести до нестабилности особе.

### Понашање
Свака промена у животном простору подлеже психолошким законима. Сходно томе, радња особе (Р) или промена у окружењу (Е) која је резултат поменуте радње, може се сматрати понашањем (В). Ова понашања могу имати велике или мале утицаје на укупност животног простора. Без обзира на то, они се морају узети у обзир. Теорија поља сматра да понашање мора бити изведено из тоталитета коегзистирајућих чињеница. Ове коегзистирајуће чињенице чине „динамичко поље“, што значи да стање било ког дела поља зависи од сваког другог његовог дела. Ово не укључује само ментална и физичка поља, већ и невидљиве силе као што су магнетизам и гравитација. Ово се може разрадити замишљањем разлике коју сила може да направи делујући са дистанце. Када се узме у обзир нешто као што је утицај Месеца на Земљу, јасно је да постоји ефекат иако делује са велике удаљености. Понашање зависи од садашњег поља пре него од прошлости или будућности.
Развој такође игра велику улогу у понашању животног простора. Од почетка нечијег живота понашање је обликовано у сваком погледу на његову или њену социјалну ситуацију. Ово, наравно, покреће социолошку расправу о природи насупрот неговању. Студије експерименталне психологије су показале да је формирање тежње, покретачког фактора акција и израза (понашања), директно под утицајем присуства или одсуства одређених појединаца у нечијем животном простору. Развој детета природно води ка отварању нових непознатих животних простора. Прелазне периоде као што је адолесценција карактерише већи ефекат ових нових региона. Стога се адолесцент који улази у нову друштвену групу или животни простор може психолошки посматрати као улазак у когнитивно неструктурирано поље. Ово ново поље отежава појединцу да сазна које је понашање прикладно у оквиру поља. Верује се да је то могућност за промене у понашању деце и адолесцената.

## Теорија и експериментални докази
Према теорији поља, живот особе се састоји од више различитих простора. Слика 1 је пример укупног поља или окружења. Слика 2 приказује особу и циљ који има. Ова слика показује да постоје силе које гурају особу ка свом циљу. Испрекидана линија је све кроз шта се мора проћи да би се постигао циљ и како се мора проћи кроз много различитих простора. Појединци могу имати исти циљ, али поље за постизање тог циља може бити другачије. Нечије поље се може прилагодити како би се добило највише у животу. Нека поља могу бити избрисана, а нека додата, све у зависности од одређених догађаја који се дешавају током живота особе.
Теорија поља такође укључује идеју да свака особа има другачије искуство за ситуацију. Ово не значи да искуство двоје људи о неком догађају неће бити слично, али да ће бити неке разлике. Ово доводи до идеје да ни за једну особу нема два иста искуства, јер се динамичко поље стално мења. То значи да је динамичко поље попут потока, који непрестано тече док се лагано мења. Још један део теорије поља је идеја да се ниједан део нечијег поља не може посматрати као бесмислен. Сваки део укупног поља мора се посматрати као да има могуће значење и важност. Ово мора да се уради без обзира на то колико бесмислен или неважан део терена може изгледати, о томе ипак треба водити рачуна. Чини се да целокупност поља појединца нема граница, јер су истраживања показала да би чак и искуство бебе у Другом светском рату могло да утиче на живот касније, због промене поља. Ово је добар пример како широка теорија поља може да обухвати, јер предсвест особе може бити измењена услед промена поља које су се десиле пре било каквог већег развоја.

## Публикације
- Lewin, K. (1935). A dynamic theory of personality. New York: McGraw-Hill.
- Lewin, K. (1936). Principles of topological psychology. New York: McGraw-Hill.
- Lewin, K. (1938). The conceptual representation and measurement of psychological forces. Durham, NC: Duke University Press.
- Lewin, K. (1951). Field theory in social science. New York: Harper.